# 花园角

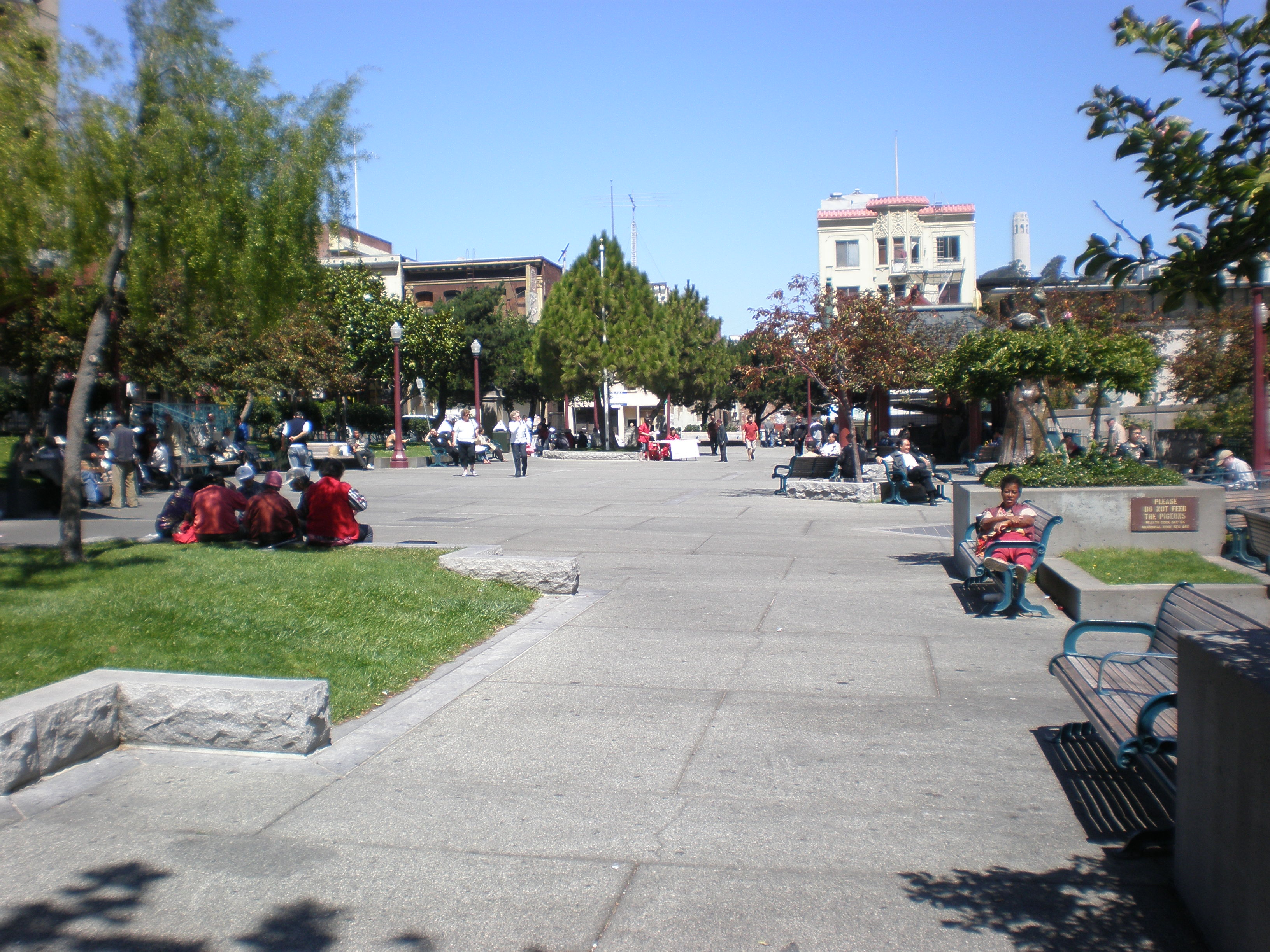
花園角（2008年）

花园角（Portsmouth Square）是美国加州旧金山唐人街的一个广场，东以干尼街为界，北到华盛顿街，南到企李街，西到林華耀街。

## 历史

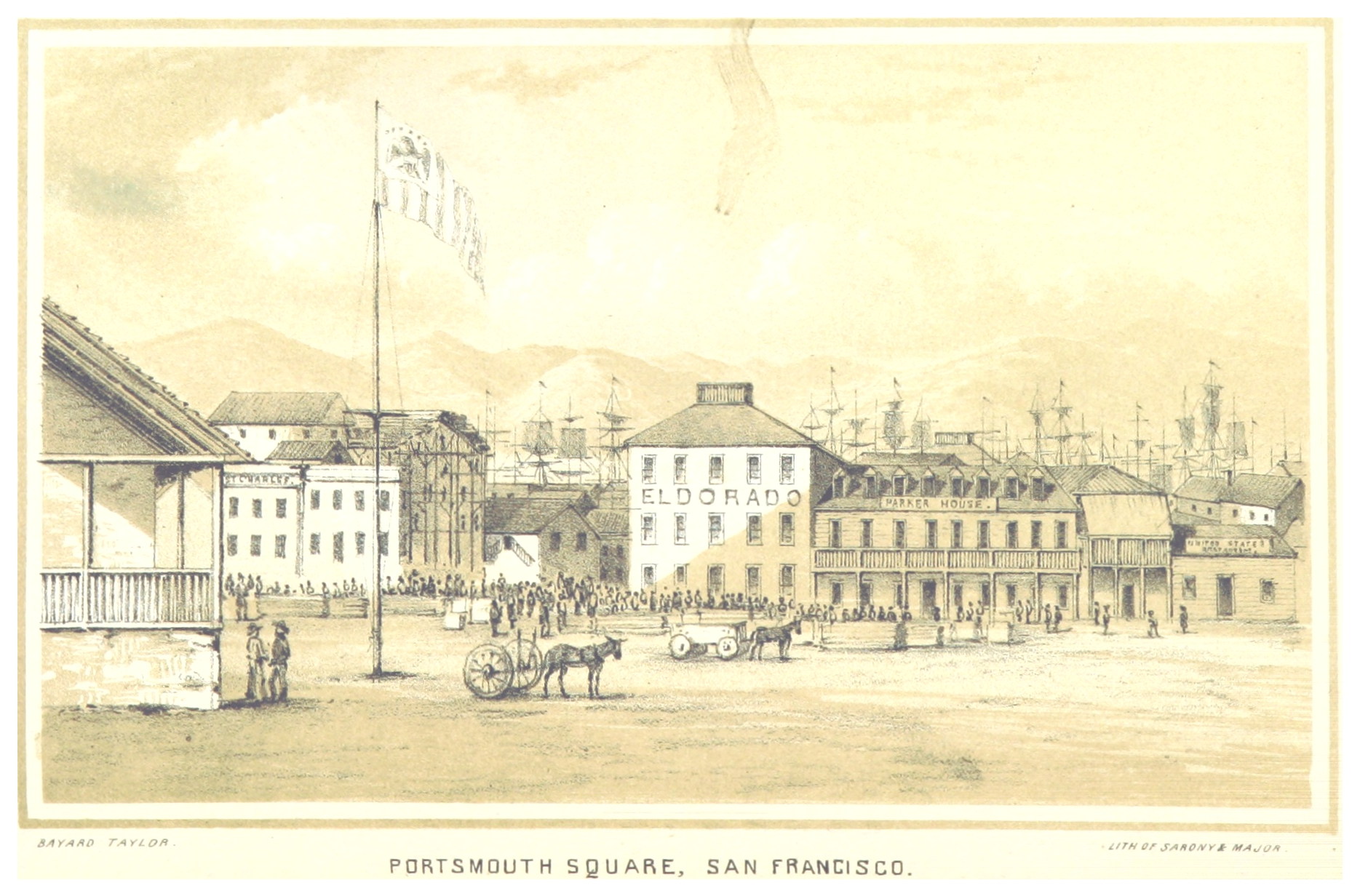
1850年

花园角位于19世纪初在墨西哥居民点耶尔巴布埃纳（1847年改名为旧金山）建立的第一个广场的原址。美墨战争期间朴茨茅斯号船长蒙哥马利下令占领耶尔巴布埃纳。1846年7月9日，第一面美国国旗 在广场上墨西哥海关附近升起，后来广场就以朴次茅斯号军舰命名。
许多历史事件发生在这个广场。1847年，加州第一所公立学校设在广场西南角。1848年5月11日，萨姆布兰南在此向人群展示他的金子，开启了加利福尼亚淘金潮。1849年6月12日，人群聚集在广场，要求选举蒙特里宪法公约代表。1849年7月16日组织了大会，以对抗无法无天的“猎犬”。1850年8月29日，美国总统扎卡里·泰勒去世后，举行了纪念仪式。1850年10月29日举行庆祝活动，庆祝加利福尼亚成为美国第31个州。1852年6月1日，人群抗议购买珍妮·林德剧院作为市政厅。1859年9月18日，参议员大卫·c·布罗德里克在与加利福尼亚首席大法官大卫·特里的决斗中丧生。
1987年，公园进行了第二次大修。第一阶段包括在公园顶部安装新的电梯和浴室。第二阶段开始于1994年，包括安装儿童游戏建筑、象棋桌、长椅和景观。第三阶段包括建造一个新的社区房间和游乐区。这个390万美元的翻修工程已经完成，公园于2001年向公众开放
。

## 今天
今天，广场被视为唐人街的一部分，绰号“唐人街的心脏”。 这里有三个加利福尼亚历史地标，包括1846年美国国旗第一次升起地点（#119），企李街缆车公司东部总站（＃500 ）, 以及1848年加利福尼亚州的第一所公立学校（#587）。 此外，广场上还有罗伯特·路易斯·史蒂文森纪念碑，以及民主女神雕像。
一个四层地下停车库位于广场下方，每月平均可容纳5万辆车。
大批无家可归者聚集在广场上。市长加文·纽森批评了公园局在公园养护方面的失败。尽管削减了预算，公园局还是雇用更多的园丁。纽森又敦促公共工程局帮助清理公园。
广场上的儿童游戏场（Tot Lot）是玛丽·富勒和罗伯特·麦克切斯尼的作品。1983年完工，1984年投入使用，总体尺寸大约86英寸 x 30英尺7英寸 x 25英尺9英寸。雕塑包括中国生肖的六只动物：羊、虎、猴、兔、龙和蛇。